# 粗毛杨桐
粗毛杨桐（学名：Adinandra hirta）为山茶科杨桐属下的一个种。

## 扩展阅读
- 維基物種上的相關：粗毛杨桐